# موزه مینیاتوروی شتوکی پروفسیونالنی هنریک یان دومینیاک در تیخی
موزه مینیاتوروی شتوکی پروفسیونالنی هنریک یان دومینیاک در تیخی (انگلیسی: Muzeum Miniaturowej Sztuki Profesjonalnej Henryk Jan Dominiak in Tychy) یک موزه هنر مدرن و مؤسسه فرهنگی است که در سال ۲۰۱۳ تأسیس شده است. این موزه در تیخی، استان سیلسیان، لهستان واقع شده است.